# Gemballa Mirage GT
La Gemballa Mirage GT est une version de la Porsche Carrera GT du constructeur automobile allemand Porsche préparée par Gemballa. Une version Gold Edition a été produite à 3 exemplaires, elle est décorée d'une peinture noire brillante complétée de paillettes multicolores. À cela s'ajoutent des éléments plaqués or comme les tuyaux d'échappement ou bien des pièces du moteur. Les jantes sont peintes d'une couleur or, mais ne sont pas plaqués à l'image des pièces citées auparavant.

## Caractéristiques
Elle délivre une puissance de 650 ch (contre les 612 ch de son modèle de base), atteint 335 km/h en vitesse de pointe (contre 330 km/h), et le 0 à 100 km/h s'effectue désormais en 3,7 secondes (contre les 3,9 s d'origine).